# Espace urbain de Parthenay
Cet article court présente un sujet plus développé dans : Espace urbain.
L’espace urbain de Parthenay est un espace urbain centré sur la ville de Parthenay. Par la population, c’est le 77e des 96 espaces urbains français en 1999, il comporte alors 8 communes. 